# Jonas Vileišis
Jonas Vileišis est un homme politique et avocat lituanien né le 3 janvier 1872 à Mediniai, dans la municipalité de Pasvalys, et mort le 1er juin 1942 à Kaunas. En février 1918, il est l'un des vingt signataires de la déclaration d'indépendance de la Lituanie.
Après l'indépendance de la Lituanie, il est brièvement ministre de l'Intérieur de décembre 1918 à mars 1919, puis ministre des Finances de juin à octobre 1919. Il sert ensuite comme ambassadeur aux États-Unis avant d'occuper le poste de maire de Kaunas pendant une décennie, de 1921 à 1931.
Il est décoré de l'ordre de Vytautas le Grand en 1934.